# 阿尔科纳泰
阿尔科纳泰（義大利語：Arconate），是意大利米兰省的一个市镇。总面积8.64平方公里，人口6406人，人口密度741.4人/平方公里（2009年）。国家统计（ISTAT）代码为015007。